# 阿里瓦迪汗

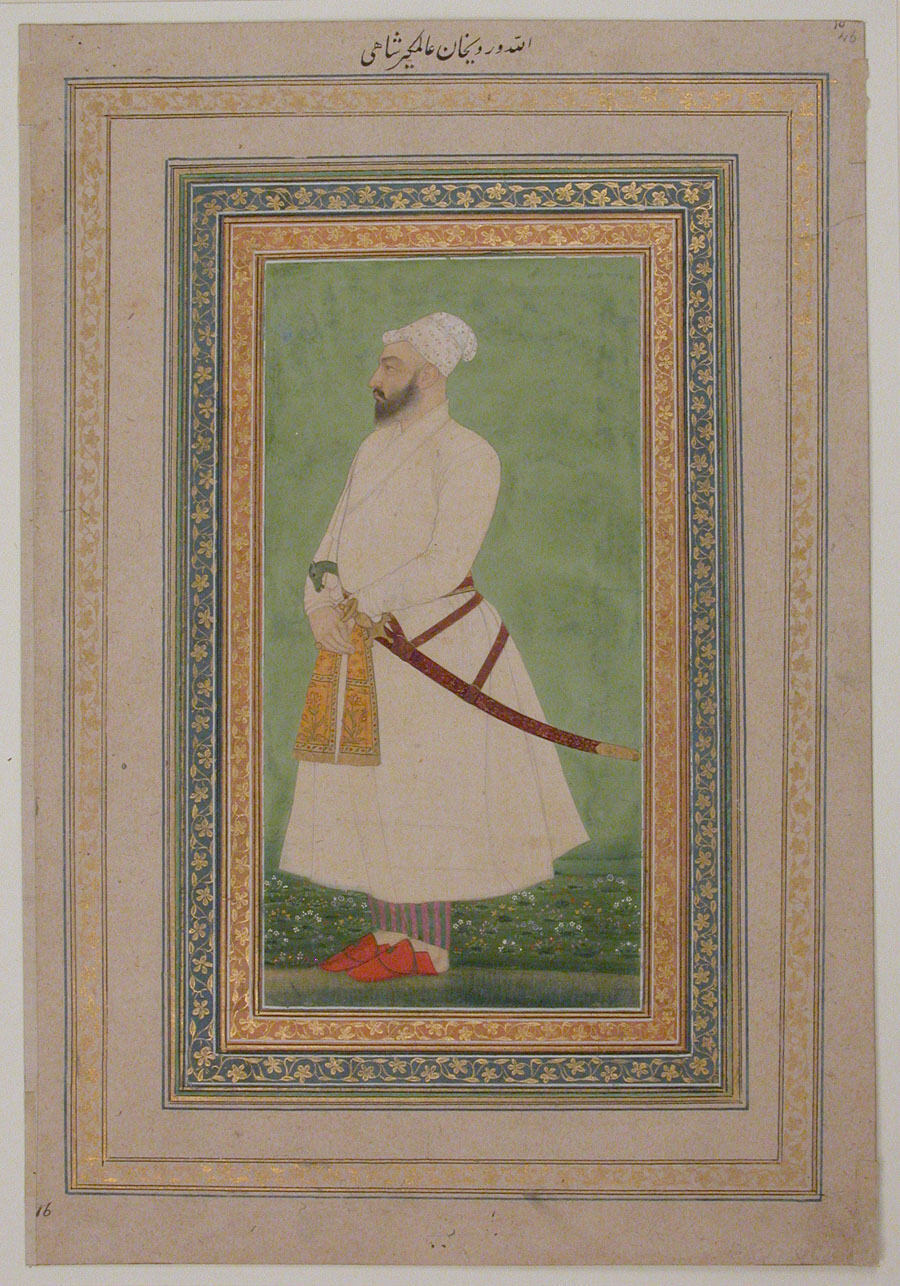
阿里瓦迪汗

阿里瓦迪汗（波斯語：‎；1671年5月10日—1756年4月10日）是孟加拉的纳瓦卜，推翻了纳西里王朝建立政权。